# Gilliesia monophylla
Gilliesia monophylla là một loài thực vật có hoa trong họ Amaryllidaceae. Loài này được Reiche mô tả khoa học đầu tiên năm 1893.